# Friedrich Harm

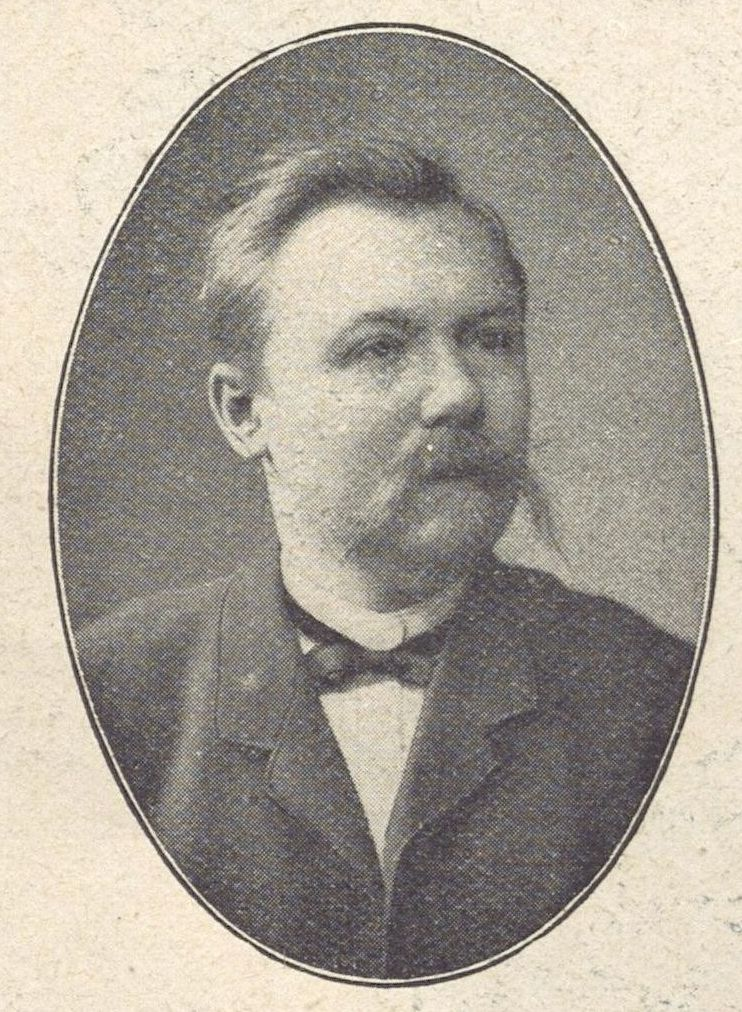
Friedrich Harm

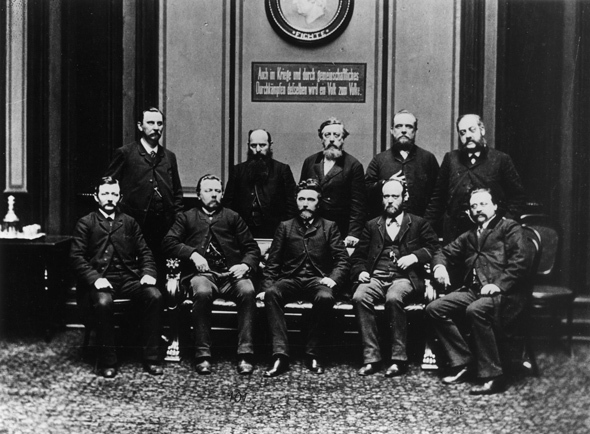
Mitglieder der SAPD Reichstagsfraktion 1889. (sitzend von links aus gesehen: Georg Schumacher, Friedrich Harm, August Bebel, Heinrich Meister und Karl Frohme. Stehend: Johann Heinrich Wilhelm Dietz, August Kühn, Wilhelm Liebknecht, Karl Grillenberger, und Paul Singer)

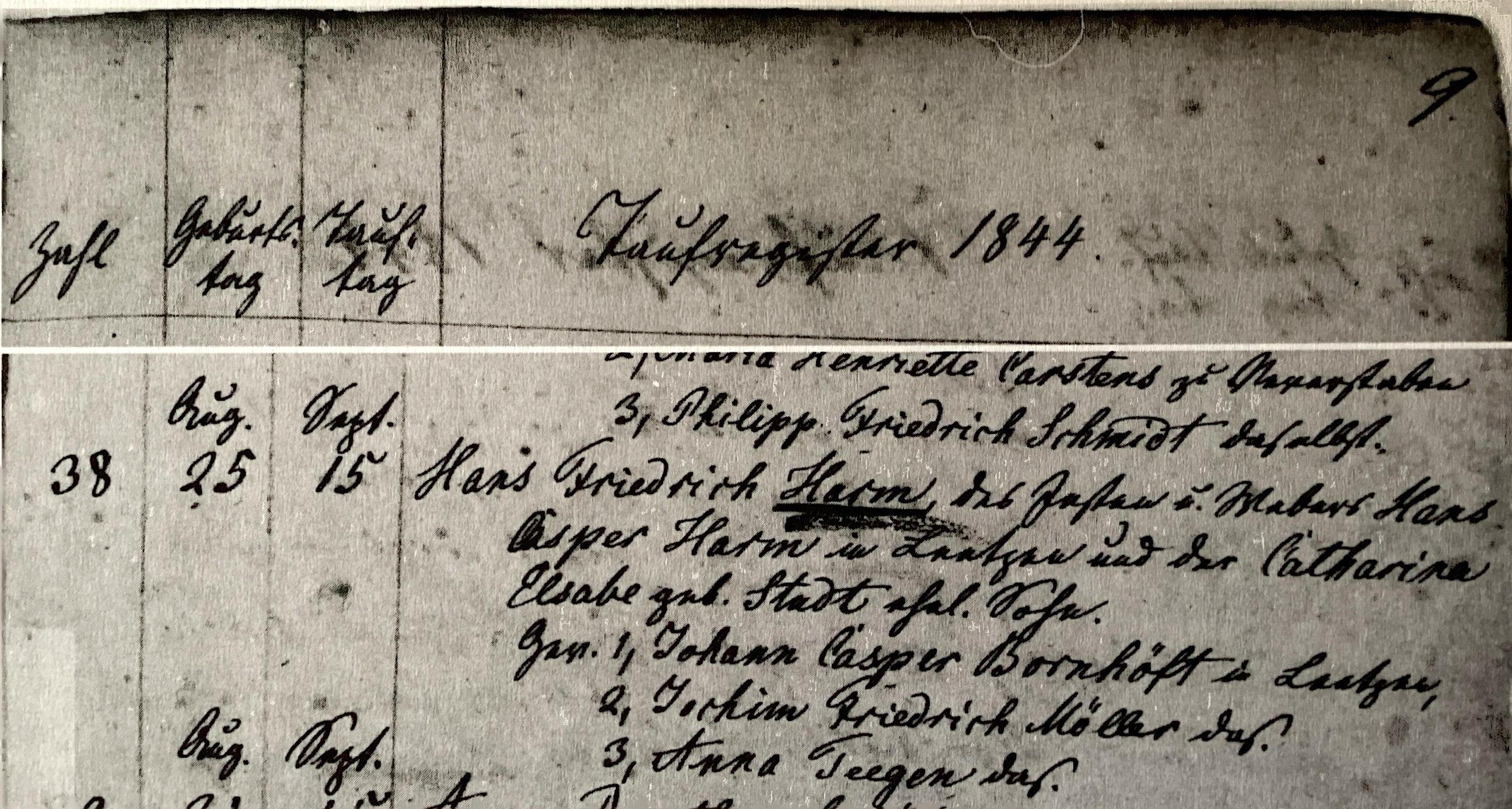
Auszug aus dem Taufregister Kirche Leezen vom 15.09.1844

Friedrich Harm (* 25. August 1844 in Leezen; † 13. Oktober 1905 in Elberfeld) war ein deutscher sozialdemokratischer Politiker.

## Leben
(Hans) Friedrich Harm ist mit 9 Geschwistern (Hans-Christian *1832, Anna Maria *1838, Catharina Maria *1839, Sophia Christina *1842, Johann Hinrich *1843, Heinrich Bernhard *1847, Stina Catharina *1848 und Anna Catharina *1850) in äußerst ärmlichen Verhältnissen im Bauerndorf Leezen aufgewachsen. Sein Vater Hans Casper Harm war Inste und Weber. Seine Mutter Cat(h)arina Elsabe (geb. Studt) kümmernte sich um die Familie. Nach dem Besuch der Volksschule in Leezen erlernte er das Weberhandwerk. Anschließend ging er in die Fremde. Bereits Mitte der 1860er Jahre schloss er sich dem ADAV an und warb um neue Anhänger. Ende der 1860er kam er nach Wuppertal und arbeitete in Textilfabriken.

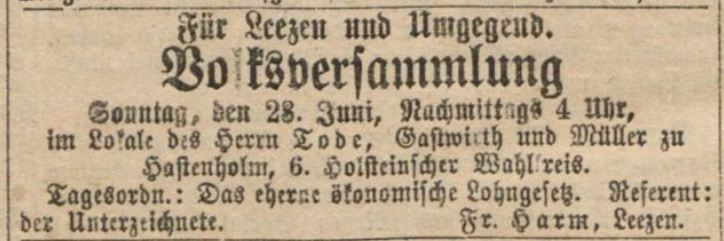
Einladung zur Volksversammlung Leezen u. U., erschienen im Neuen Social-Demokrat am 26.06.1874

Für kurze Zeit kehrte er 1874 in seine Heimat zurück, rief zu Volksversammlungen auf, auf denen er referierte (sh. Bild). Durch Maßregelungen, von denen auch seine Angehörigen, seine Eltern und Geschwister getroffen wurden, war er gezwungen, seine Heimat wieder zu verlassen. Er ging zurück nach Elberfeld.
Bereits 1875 nahm er für Wuppertal als einer von 74 Delegierter des ADAV am Gothaer Vereinigungsparteitag teil und zählt damit zu den Gründungsmitgliedern der SPD.
Er war verheiratet und hatte zahlreiche Kinder. Er hatte „ununterbrochen mit Nahrungssorgen zu kämpfen“ (aus dem Nachruf, erschienen am 15. Oktober 1905 in der 3. Beilage des „Vorwärts“ Berliner Volksblatt).
Aufgrund seiner politischen Tätigkeiten fand er keine Anstellung in Textilfabriken. So verdiente er als Lebensmittelhändler in Elberfeld seinen Unterhalt. Ab 1885 war er Expedient der Freien Presse. Weil der ADAV die Gründung lokaler Zeitungen als Konkurrenten zum Zentralorgan „Social-Demokrat“ ablehnte, waren in der Region bis zum Inkrafttreten des Sozialistengesetzes keine Blätter gegründet worden. Im Herbst 1886 übernahm der Reichstagsabgeordnete Friedrich Harm die 1885 von einem Mitglied der Deutschfreisinnigen Partei gegründete Freie Presse und gab der Tageszeitung gemeinsam mit Hermann Grimpe eine vorsichtig sozialdemokratische Ausrichtung. Die Freie Presse produzierte zwischenzeitlich Kopfblätter für den ganzen Bezirk Niederrhein.
Nach dem Beitritt im ADAV wurde er bald führender Funktionär der Partei in Elberfeld. Ab 1884 saß Harm für den Wahlkreis Düsseldorf 2 (Elberfeld) im Reichstag aufgrund des Sozialistengesetzes zunächst als Einzelkandidat, später als Mitglied der SAP bzw. der SPD. Während des Elberfelder Geheimbundprozesses (November 1889) wurde er zu einem halben Jahr Gefängnis verurteilt. Trotzdem wurde der am Wahlkampf gehinderte, da im Gefängnis sitzende, Harm im Februar 1890 wieder in den Reichstag gewählt. Noch bis 1898 vertrat Harm dort den Wahlkreis Elberfeld-Barmen. Er wurde vom Sozialdemokraten Hermann Molkenbuhr abgelöst. Molkenbuhr übernahm mit der Verlagsanstalt Freie Presse – Molkenbuhr & Cie oHG von Friedrich Harm auch die „Freie Presse – Zeitung der Sozialdemokratischen Partei für das Bergische Land“, wie sie inzwischen genannt wurde.
Auch nach seiner aktiven Zeit als Reichstagsabgeordneter zog er durch die Lande um Ortsvereine der SPD zu gründen, so z. B. 1901 in Tönisheide Neviges.